# Кочими - юмански езици
Кочими – юманските езици са семейство от езици, които се говорят в югозападните части на САЩ и прилежащите части на Мексико, главно в южна Калифорния, долното течение на река Колорадо, северозападна Сонора, западна Аризона и северната част на Баха Калифорния.
Юманските езици са едно от големите семейства от тези, които се смята, че принадлежат към спорното групиране Хокан, въпреки че не е доказана връзка на юманските езици с други езици, освен предполагаема генетична връзка с помоанските езици.
Юманските езици са сравнително тясно свързани помежду си в сравнение с другите езикови семейства в Северна Америка. Езикът кочими е изчезнал и зле документиран, но се знае че е свързан с юманските езици. В резултат на описанията на юманските езици и дискусиите между лингвистите занимаващи се с юманските езици е направена класификация на езиците в езиково семейство.

## Класификация
Класификацията разграничава 4 субгрупи, плюс езика кочими, класифициран като отделен клон на семейството.
- Кочими (изчезнал) – Баха Калифорния
- Юмански езици
  - Подгрупа Паи
    - Паипаи Акуаала) – Баха Калифорния
    - Вътрешни юмански езици или Северни Паи
      - Хавасупаи
      - Хуалапаи
      - Явапаи

  - Подгрупа Речни (централни юмански езици)
    - Мохаве (застрашен)
    - Марикопа (заедно с Халчидома и Кавелчадум)
    - Юма (Кечан)

  - Подгрупа Делта – Калифорния
    - Кокопа (заедно с Халийкуамаи и Кахуана) – Аризона, Калифорния, Баха Калифорния
    - Дигеньо (Типаи, Ипаи, Камия)

  - Подгрупа Килива
    - Килива (застрашен)– Баха Калифорния